# André Darrigade

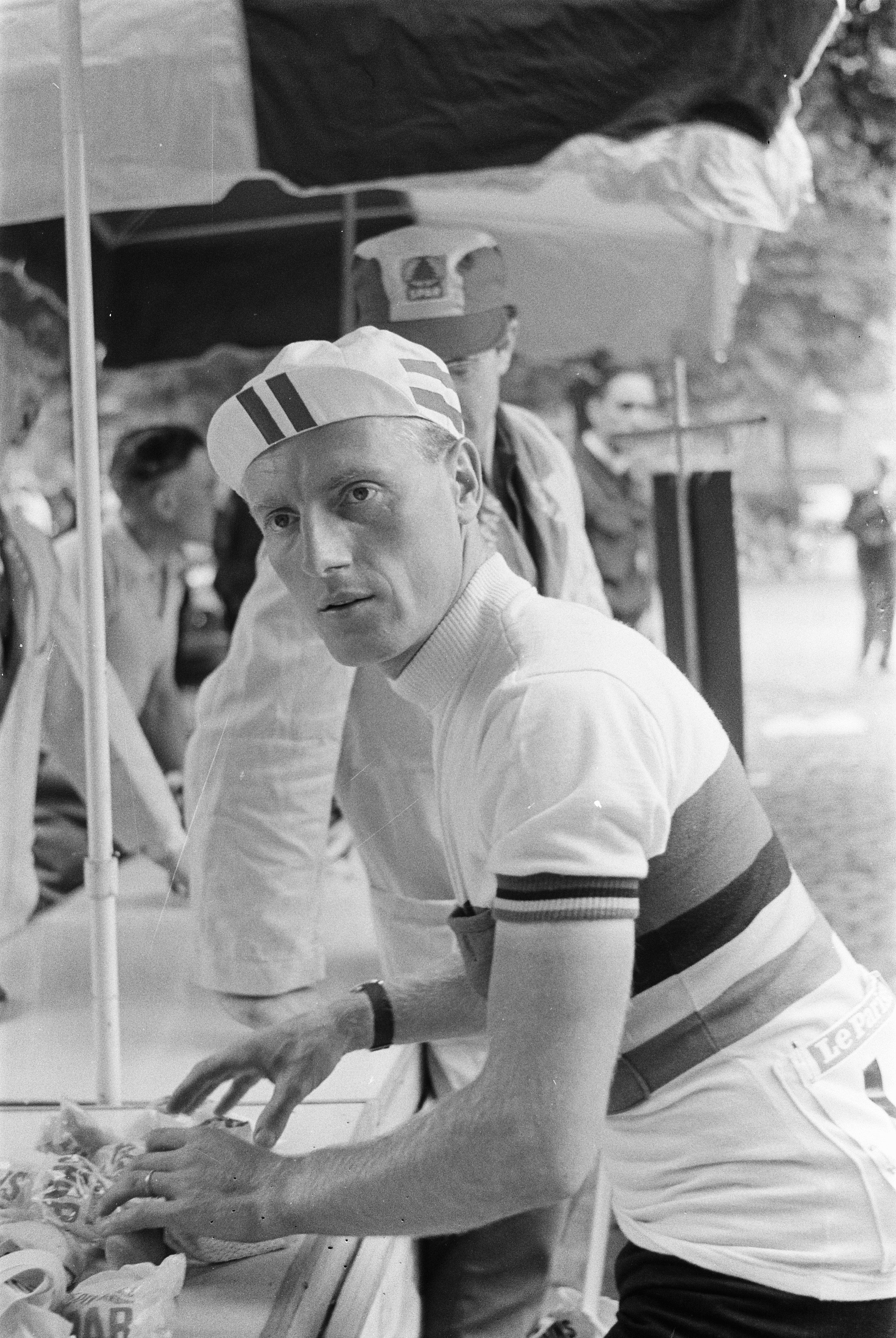
André Darrigade i världsmästartröjan 1960.

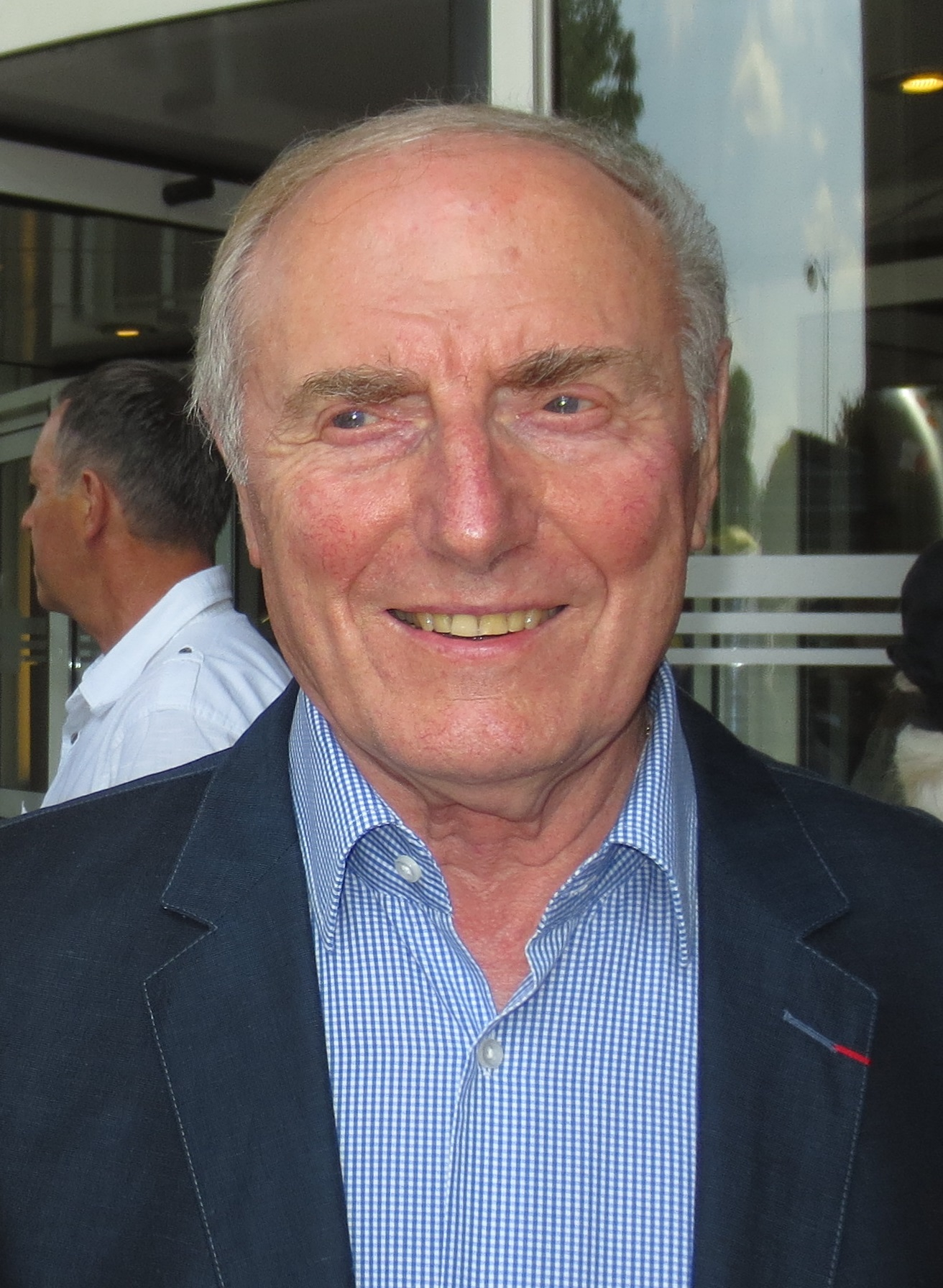
André Darrigade 2013.

André Darrigade, född den 24 april 1929 i Narrosse är en fransk före detta tävlingscyklist. Han var en utpräglad spurtare och i Tour de France vann han 22 etapper och erövrade poängtröjan två år, men slutade inte bättre än på sextonde plats totalt (vilket han dock gjorde tre gånger) under karriären. Därtill blev han världsmästare i linjelopp 1959 (och blev silvermedaljör vid VM en gång och bronsmedaljör två) och vann Lombardiet runt 1956.
André Darrigade utnämndes i februari 1994 till riddare av Hederslegionen.

## Meriter

### Landsväg
1952
Vinnare av etapp 1 i Paris-Côte d'Azur
3:a i Critérium des As
6:a i Paris–Tours
1953
Vinnare av etapp 12 i Tour de France
2:a i Paris–Bourges
1954
Vinnare totalt av Grand Prix du courrier picard
Vinnare av etapp 2
1955
Vinnare av  linjeloppet vid Franska mästerskapen
Vinnare av etapp 6 i Tour de France
Vinnare av Grand Prix d'Issoire
2:a i Trofeo Baracchi (med Jacques Anquetil)
1956
Tour de France
Vinnare av etapp 1
 kombativitetstävlingen
Vinnare av Giro di Lombardia
Vinnare av Trofeo Baracchi (med Rolf Graf)
2:a i Paris-Limoges
3:a i Circuit de l'Aulne
1957
Vinnare av etapperna 1, 3a, 21 och 22 i Tour de France
Vinnare av etapp 3 i Tour de Romandie
2:a i Critérium des As
3:a  i linjelopp vid Världsmästerskapen
4:a i Paris–Roubaix
6:a i Giro di Lombardia
7:a i Bordeaux–Paris
8:a totalt i Tour de Romandie
9:a i Milano–Sanremo
1958
Vinnare av etapperna 1, 9, 15, 17 och 22 i Tour de France
Vinnare av Paris–Valenciennes
2:a i Trofeo Baracchi (med Jacques Anquetil)
2:a i Critérium des As
3:a  i linjelopp vid Världsmästerskapen
3:a i Milano–Sanremo
3:a totalt i Dunkirks fyradagars
Vinnare av etapp 1
6:a i Paris–Tours
1959
Vinnare av  linjeloppet vid Världsmästerskapen
Tour de France
Vinnare  av poängtävlingenn
Vinnare av etapperna 1 och 11
Vinnare av Critérium International
3:a i Trophée Baracchi (med Jacques Anquetil)
6:a i Giro di Lombardia
9:a i Super Prestige Pernod
1960
Vinnare av etapp 5 i Tour de France
Vinnare av etapp 15 i Giro d'Italia
Vinnare av etapperna 2 och 4a i Tour de Romandie
Vinnare av etapp 6a i Paris–Nice
Vinnare av Manx Trophy
2:a  i linjelopp vid Världsmästerskapen
2:a i Critérium des As
2:a i Brussels Cycling Classic
3:a i linjelopp vid Franska mästerskapen
3:a i Circuit de l'Aulne
7:a i Super Prestige Pernod
10:a totalt i Tour de Romandie
1961
Tour de France
Vinnare  av poängtävlingen
Vinnare av etapperna 1a, 2, 13 och 20
Vinnare av etapp 1 i Critérium du Dauphiné
Vinnare av etapp 2 i Paris–Nice
Vinnare av Grand Prix du Parisien
2:a i Critérium International
2:a i Manx Trophy
3:a i Critérium des As
3:a i Circuit de l'Aulne
8:a i Milano–Sanremo
1962
Vinnare av etapp 2a i Tour de France
Vinnare av etapp 3b i Critérium du Dauphiné Libéré
Vinnare av etapperna 6 och 8 iVolta a la Comunitat Valenciana
3:a i Circuit de l'Aulne
5:a i Liège–Bastogne–Liège
6:a i Trofeo Baracchi (med Joseph Velly)
1963
Vinnare av etapp 12 i Tour de France
Vinnare av etapp 6 i Paris–Nice
Vinnare av etapp 3 i Tour du Sud-Est
Vinnare av etapp 3 i Tour du Var
2:a i Grand Prix du Parisien
3:a i Genua-Nice
4:a i linjelopp vid Världsmästerskapen
6:a i Critérium des As
1964
Vinnare av etapperna 2 och 18 i Tour de France
Vinnare av etapperna 8b och 9b i Critérium du Dauphiné Libéré
Vinnare av etapp 5 i Paris–Nice
Vinnare av Genua–Nice
1965
4:a i Grand Prix du Parisien

### Bana
1957
Vinnare av Paris sexdagars (med Jacques Anquetil och Ferdinando Terruzzi)
1958
Vinnare av Paris sexdagars (med Jacques Anquetil och Ferdinando Terruzzi)
1959
2:a i Gents sexdagars (med Gerrit Schulte)
1963
3:a i Montréals sexdagars (med Willi Altig)